# Trymatococcus oligandrus
Trymatococcus oligandrus là một loài thực vật có hoa trong họ Moraceae. Loài này được (Benoist) Lanj. miêu tả khoa học đầu tiên năm 1935.